# 巴门塔尔
巴门塔尔是德国巴登-符腾堡州的一个市镇。总面积12.16平方公里，总人口6511人，其中男性3186人，女性3325人（2011年12月31日），人口密度535人/平方公里。